# Сомянка
Сомянка (пол. Somianka) — село в Польщі, у гміні Сомянка Вишковського повіту Мазовецького воєводства.
Населення — 478 осіб (2011).
У 1975-1998 роках село належало до Остроленцького воєводства.

## Демографія
Демографічна структура станом на 31 березня 2011 року:
|          | Загалом | Допрацездатний вік | Працездатний вік | Постпрацездатний вік |
| -------- | ------- | ------------------ | ---------------- | -------------------- |
| Чоловіки | 226     | 49                 | 153              | 24                   |
| Жінки    | 252     | 57                 | 141              | 54                   |
| Разом    | 478     | 106                | 294              | 78                   |